# ぎょうけい館
ぎょうけい館（ぎょうけいかん､英: Gyokeikan）は、かつて千葉県銚子市犬吠埼の犬吠埼温泉にあった旅館。海辺に建ち、東側に太平洋を一望できた。2023年（令和5年）1月16日のチェックアウトで旅館としての営業は終了した。

## 概要
1874年（明治7年）に創業し、長きにわたり銚子市犬吠埼で営業を続けた老舗旅館。
四季折々に風光明媚な銚子には、明治から昭和の中頃までにかけて多くの文人が足跡を残しており、ぎょうけい館にも多くの文人墨客が訪れていた。
犬吠埼は本州最東端に位置しており、日出ずる場所として物事が始まるところ、道が開ける場所として縁起が良く、日本で一番早く日の出が見られる場所となっている。
ぎょうけい館は、全ての客室と露天風呂から日の出を見ることが出来ることから、元旦は初日の出を見る人が多かった。
客室は、全33室が和室と和洋室という構成となっていた。
海や犬吠埼灯台が室内から見え､檜風呂を備えた「日の出」という特別室もあった。
展望大浴場は天然温泉で泉質はナトリウム・塩化物強塩泉であり、ここからも海を見ることが出来た。
プール、会議室、結婚式場、サウナなども完備され、全館Wi-Fi対応を実現した。

## 大浴場
男性、女性共に大理石風呂。男性風呂からは犬吠埼灯台も見えた。露天風呂からは太平洋が一望できた。
風呂名称
- 朝陽の湯、夕陽の湯・露天風呂

風呂詳細
- 大浴場  ： 有
- サウナ  ： 有
- 貸切風呂： なし
- 収容人数： 50人
- 温泉泉質： ナトリウム・塩化物強塩泉

## 高村光太郎とぎょうけい館
- 智恵子抄

「智恵子抄」の高村智恵子と高村光太郎の出会いの宿といわれる。1912年（大正元年）夏に長沼智恵子（当時は日本女子大学校生）と犬吠埼で出会い、他の旅館に宿泊していた智恵子をぎょうけい館に連れてくる。一緒に散歩をしたり、食事をしたりして、彼女の清純な態度と素朴な気質と限りなき自然への愛に強く打たれた。その後、詩集「智恵子抄」がぎょうけい館にて創作された。
- 犬吠の太郎

高村光太郎詩集に「犬吠の太郎」
（1912年作）という作品があり、館内に千葉県旭市の版画家・土屋金司が「犬吠の太郎展」に使用した作品が展示されていた。

## ぎょうけい館に宿泊した著名人
ぎょうけい館には、皇族や財界人、文人墨客が数多く宿泊した。
- 伊藤博文（初代内閣総理大臣） - 館内に春畝山人（伊藤博文）直筆の「壮観」という書が展示されていた。
- 国木田独歩 - 1900年（明治33年）3月4日に宿泊した[6]。
- 島崎藤村 - 1898年（明治31年）4月に滞在した。

## ぎょうけい館で開催された棋戦
ぎょうけい館では、毎日新聞社、日本棋院、関西棋院主催の本因坊戦が開催されていた。
- 第66期 本因坊戦 挑戦手合七番勝負 第6局 2011年7月13日 - 14日[7]
- 第64期 本因坊戦 挑戦手合七番勝負 第6局 2009年7月15日 - 16日[8]
- 第63期 本因坊戦 挑戦手合七番勝負 第5局 2008年7月1日 - 2日[9]
- 第57期 本因坊戦 挑戦手合七番勝負 第6局 2002年7月10日 - 11日[10]

## 交通アクセス
位置情報
- 北緯35度42分13.5秒 東経140度51分47.0秒

鉄道利用
- JR東日本東京駅から特急「しおさい号」にて銚子駅まで約2時間
- 銚子駅から銚子電鉄で犬吠駅まで約20分。

自動車利用
- E51東関東自動車道・佐原香取I.Cから国道356号経由、または銚子連絡道路・横芝光I.Cから国道126号、銚子ドーバーライン（旧銚子有料道路）経由

高速バス利用
- 東京駅から銚子・犬吠埼間､千葉交通、京成バスにて約2時間30分

送迎バス利用
- 銚子駅から旅館までは無料送迎バスで約20分（要予約）。

## 主な撮影
- 厳選いい宿 「#9「千葉房総・信州・能登」」（テレビ東京） - 2010年10月11日放送
- 厳選いい宿 「#19「初秋お薦め宿特集」」（テレビ東京) - 2011年9月25日放送
- 土曜スペシャル「激走2150km！横浜⇒北海道宗谷岬トラック乗り継ぎふれあい旅８」（テレビ東京） - 2016年2月13日放送
- 東野・岡村の旅猿～プライベートでごめんなさい～ シーズン14 究極のキムチ鍋を作ろうの旅 （日本テレビ）- 2019年3月7日放送
- よじごじDays 「コロナ禍で迎えた年越しの現場に密着！」 MC：石塚英彦（テレビ東京） - 2021年1月4日放送
- 心に刻む風景 高村光太郎・智恵子 運命の再会」（日本テレビ） - 2021年7月14日放送